# Автобус (посёлок)
Авто́бус (чув. Автобус) — посёлок в Шумерлинском районе Чувашской Республики, входит в Магаринское сельское поселение.

## География
Расположен на левом берегу р. Кумажана, на расстояние 124 км от Чебоксар, в 24 км от райцентра и ближайшей железнодорожной станции.

## История
Возник в 1930 г. как сельскохозяйственная артель «Автобус». В разные годы входил в состав: Красночетайского (1928—1935 гг.), Шумерлинского (1935—1965, и с 1966 г.) и Шумерлинского горсовета (1965—1966 г.).

## Население
| 2010 | 2012 |
| ---- | ---- |
| 9    | ↗18  |

## Инфраструктура
Единственная улица посёлка — Лесная.

### Общественный транспорт
Остановка общественного транспорта «Автобус» находится в 860 метрах от посёлка на автодороге «Саланчик — Триер». Обслуживается автобусным маршрутом №107 Шумерля — Полярная звезда.